# Jon Kortajarena
Jon Kortajarena Redruello (Bilbao, 19 maggio 1985) è un supermodello e attore spagnolo.
È stato uomo immagine di Just Cavalli, Bally, Etro, Trussardi e Tom Ford. 

## Biografia
Ha intrapreso il suo viaggio nel mondo della moda su suggerimento dell'amico Eduardo Sayas che lo ha convinto ad andare a Barcellona per incontrare alcuni clienti.
Ha fatto il suo debutto nel 2004 per Emporio Armani e John Galliano nelle sfilate della settimana della moda di Milano e Parigi. Nello stesso anno, è diventato il volto della campagna pubblicitaria per la collezione primavera di Roberto Cavalli per marchio Just Cavalli, sotto la direzione artistica di Ellen von Unwerth.
In breve tempo è diventato uno dei modelli più ricercati. Ha sfilato da Milano a Parigi sulle passerelle delle più importanti case d'alta moda: Bottega Veneta, Dolce & Gabbana, Salvatore Ferragamo, Giorgio Armani, John Galliano, e Chanel.
Nel 2007 ha firmato un contratto con il marchio Guess?.
Il 26 giugno 2009, la rivista Forbes lo ha collocato all'ottavo posto nella classifica dedicata ai modelli maschili di maggior successo al mondo.
Nel dicembre 2009 si è classificato al quarto posto nella Top 50 dei migliori modelli internazionali maschili stilata da models.com.
Nel 2009 ha recitato per Tom Ford in A Single Man. Nel lungometraggio d'esordio dello stilista ha vestito i panni di Carlos, un affascinante omosessuale spagnolo da poco arrivato negli Stati Uniti d'America.
Nel 2012 e nel 2015 ha partecipato a due videoclip di Madonna, rispettivamente Girl Gone Wild e Bitch I'm Madonna.
Nel 2016 ha recitato nel film Andròn: The Black Labyrinth di Francesco Cinquemani, insieme ad Alec Baldwin, e ha preso parte al videoclip di Fergie, M.I.L.F. $.
Nel 2017 ha interpretato il ruolo di Felix Cordova nella serie televisiva Quantico, trasmessa da ABC. Nello stesso anno ha recitato nel primo lungometraggio di Eduardo Casanova, intitolato Pelle. Nel 2018 interpreta l'investigatore Marcos Eguía nella serie TV Le verità nascoste.. Nel 2019 veste i panni del primo ufficiale Nicolás Vazquez nella serie tv spagnola Alto mare prodotta da Netflix.

## Filmografia

### Cinema
- A Single Man, regia di Tom Ford (2009)
- Andròn: The Black Labyrinth, regia di Francesco Cinquemani (2015)
- Acantilado, regia di Helena Taberna (2016)
- Pelle (Pieles), regia di Eduardo Casanova (2017)
- Double Dutchess: Seeing Double, the Visual Experience, regia di Bruno Ilogti, Rich Lee e Chris Marrs Piliero (2017)
- The Aspern Papers, regia di Julien Landais (2018)
- Eurovision Song Contest - La storia dei Fire Saga (Eurovision Song Contest: The Story of Fire Saga), regia di David Dobkin (2020)

### Televisione
- Quantico – serie TV, 5 episodi (2017)
- Le verità nascoste (La verdad) – serie TV (2018)
- Alto mare – serie TV (2019-2020)
- Loop (Tales from the Loop) – serie TV, 1 episodio (2020)

### Videografia
- Girl Gone Wild - Madonna (2012)
- Bitch I'm Madonna - Madonna (2015)
- M.I.L.F. $ - Fergie (2016)
- Wolves - Kanye West (2016)

## Doppiatori italiani
Nelle versioni in italiano delle opere in cui ha recitato, Jon Kortajarena
- Jacopo Venturiero in Alto Mare
- Daniele Raffaeli in Quantico
- Emanuele Ruzza ne Le verità nascoste
- Jacopo Venturiero in Alto Mare
- Giacomo Bartoccioli in Loop

## Agenzie
- PMA - Amburgo
- UNIQUE DENMARK - Copenaghen
- Success Models - Parigi
- Wilhelmina Models - New York
- Ulla Models - Amsterdam
- IMM Bruxelles - Bruxelles
- WHY NOT Models  - Milano
- NEXT Model Management - Vienna
- View Model Management - Barcellona